# 明治针灸短期大学
明治针灸短期大学（日语：／ Meiji Shinkyū Tanki Daigaku *）是过去一所位于日本京都府船井郡日吉町的私立短期大学。

## 概要

### 简介
- 学校最早可以追溯到1925年即山崎针灸学院的创立于大阪市西区[1]。短期大学为于1978年开办、由学校法人明治东洋医学院经营[2]。以后招収男女学生到1982年、停办于1987年[3]。

### 历史
- 1978年 明治针灸短期大学成立并同时设置针灸学科。
- 1982年 最后一年招生、次年停止招生（正式停办于1987年12月23日[3]）。

## 学校环境
- 校区：在了京都府船井郡日吉町[注 1]

## 历任校长
- 河上邦治：就任短期大学校长从开办到停办[4][5]

## 组织

### 学科
- 针灸学科

### 专科
| - 没有 |

### 业余课程
| - 没有 |

### 附属机关
| - 东洋医学研究所：成立于1982年 |

## 相关链接
- 日本短期大学列表
- 明治针灸大学医疗技术短期大学部
- 关西针灸短期大学：有针灸学科